# نظام كورا آنوناي

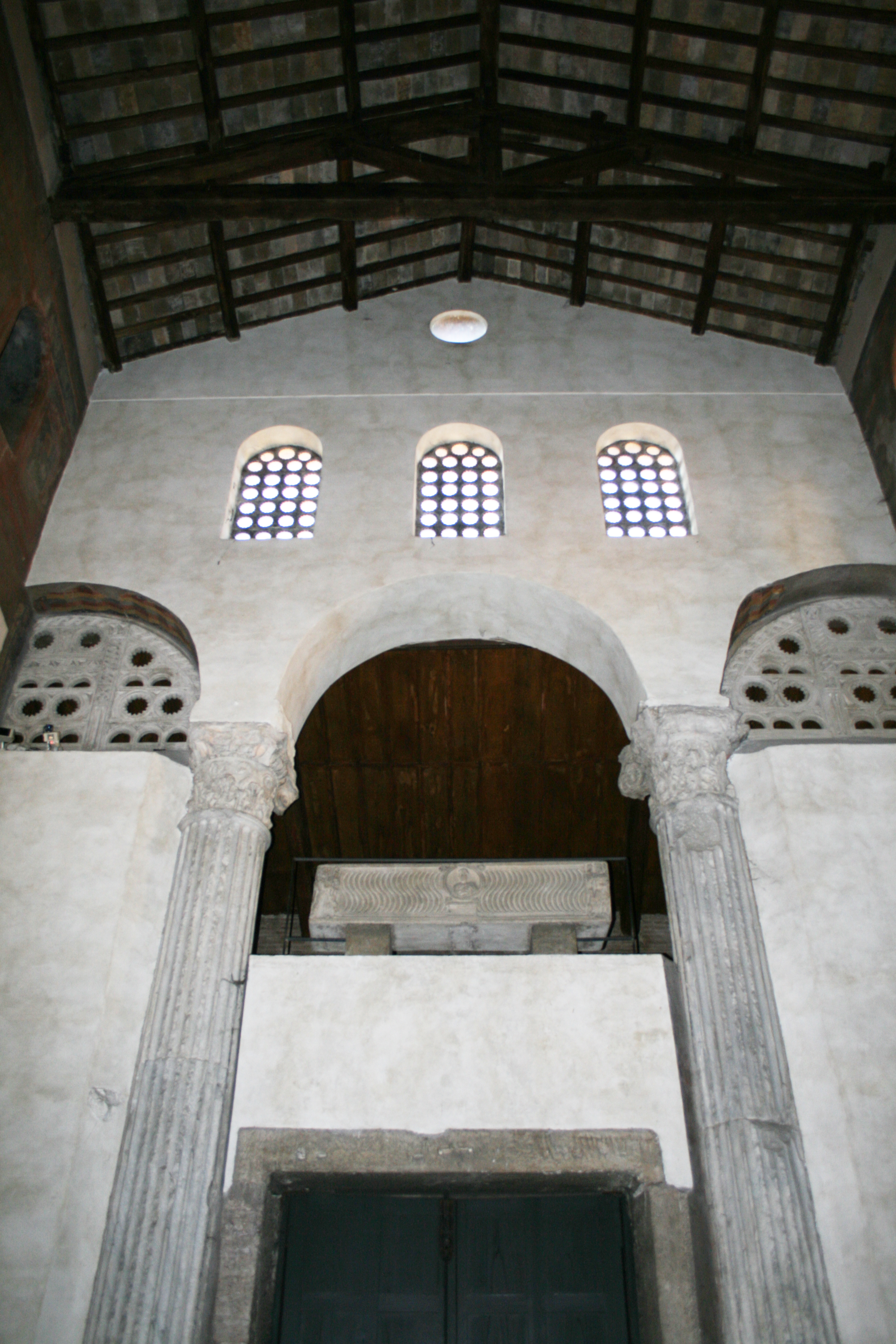

في روما القديمة، أستخدم الرومان مصطلح كورا آنوناي والذي يرمز إلى (المحافظة على إمددات الحبوب) تكريمًا للآلهة آنونا. وتم توزيع حصص الحبوب من معبد سيرس. وأعتنى Aedile بأمدادات الحبوب (كورا أنوناي) وأعتبره جزء من واجباته.

## الخلفية
في العصور الكلاسكية القديمة لم يكن بالإمكان تلبية كامل إمدادات الحبوب لمدينة روما بالكامل وخاصة المناطق الريفية المحيطة بها،  والتي أخذتها القصور وحدائقها الأرستقراطية وأنتجت بشكل رئيسي الفاكهة والخضروات والسلع الأخرى القابلة للتلف.
وبالتالي أصبحت مدينة تعتمد بشكل متزايد على إمدادات الحبوب من أجزاء أخرى من إيطاليا، وخاصة من اليونان العظمى (كامبينيا وصقلية). وواصلت الأعتماد على الحبوب بشكل متزايد، وإستوردت المزيد من الحبوب لروما من مختلف دول التي يسيطر عليها النفوذ الروماني، مثل صقلية وشمال أفريقيا ومصر. وكانت هذه المناطق قادرة على شحن الحبوب كافية لسكان العاصمة بلغت 60 مليون مودي (وحدة يونانية كانت تُستخدم في القياس) وتعادل (540مليون لتر/540000متر مكعب أو 135مليون جالون/ 16800000بوشل(وهي وحدة كانت تُستخدم لقياس الكتل في الولايات المتحدة)) سنويًا، وفقًا لبعض المصادر. أكتسبت هذه المقاطعات والممرات الملاحية التي ربطتها مع أوستيا والموانئ الهامة الأخرى أهمية إستراتيجية كبيرة. أيًا يكن من يسيطر على إمدادات الحبوب كان يجب أن يكون له مقدرة كبيرة للسيطرة على مدينة روما.

## الشحن والطحن
تم ذكر استخدام واسع النطاق لسواقي المياه وطواحين الحبوب في إيطاليا والتي مررها بليني الأكبر في عام 79 بعد الميلاد. تم إنشاء سلسلة من سواقي المياه عند نهاية أعلى قناة مائية رومانية تسمى أكوا ترايانا في القرن الثاني عشر من قِبل الأمبراطور تراجان. تم الكشف عن آثار قنوات المياه والمعدات على تلة جانيكولوم. وكانت حماية هذا المجمع الصناعي أمرًا مهمًا، كما تشهد عليه أعمال بيليساريوس في حصار روما (537-538) عندما حاصر القوط الشرقيين المدينة. وعندما تم قطع إمدادات المياه إلى القناة، قام ببناء جسر من القوارب عبر نهر التيبر وتُستخدم المطاحن العائمة مجداف لسحق الحبوب، وهكذا لكي يبقي الخبز سليمًا.
مجمع المطاحن يحمل متوازيات مع مجمع مماثل في باريغال في جنوب الجول شُيد في القرن الأول الميلادي، على الرغم من أن مطاحن باربيغال لم يتم البناء عليها في أوقات لاحقة، وبالتالي تم الحفاظ عليها بشكل جيد للغاية.
خلال فترة إنشاء هذا الإقليم، لم يقدم الريف الإيطالي المحيط سوى عشرة بالمائة من إجمالي واردات الحبوب إلى روما. وجاءت غالبية الحبوب من شمال أفريقيا ومصر. تم إجراء العديد من التقييمات تجاه إجمالي كمية الحبوب التي أستوردتها روما من هاتين المنطقتين. يجمع بيتر غارنسي مؤلف كتاب «إبيتوم» في القرن الرابع بين أن 20 مليون عارضة من القمح جاءت من مصر وبيان جوزيفوس في منتصف القرن الأول الميلادي بأن شمال أفريقيا قدمت ضعف تصدير مصر وأنها زودت روما بثمانية أشهر من السنة ومصر زودت الأربعة الأخرى، وترك ما مجموعه 60 مليون modii المستوردة إلى روما. ويرى جارنسي أن هذا الرقم مرتفع للغاية حيث أن هذا العدد يصل إلى 400,000 طن (800 مليون جنيه)، لكن كان هناك حاجة فقط إلى 200,000 طن لأول إعانة حبوب في أغسطس. الرقم الأعلى، ما يكفي من الحبوب مقابل 667 رطل للشخص الواحد إذا كان عدد السكان 1.2 مليون نسمة كان سيشمل جميع سكان المدينة حيث لم يكن الجميع متلقين لتوزيعات الحبوب المدعومة. وقدر ريكمان أن إجمالي الاحتياجات من القمح لسكان روما، نظرًا لنظام غذائي متوسط من 3000 سعرة حرارية (الخبز والمواد الغذائية الأخرى) سيتطلب 40 مليون مودي ما يعادل (520-600)مليون جنيه واستخدم جوزيفوس كمرجع له حيث أن حسب 13 مليون modii مستوردة من مصر و 27 مليون مستوردة من شمال إفريقيا. من المحتمل أن يكون التقدير بين هذين الرقمين أكثر دقة، حيث أن العرض المفرط للحبوب المستوردة سيكون مرغوبا فيه في حالة فقدان الحبوب في البحر، أو التلف في مستودع أو إستخدامها في العلف الحيواني. كانت الحبوب أيضًا تأتي من صقلية وسردينيا  على الرغم من أن هذه المناطق لم تكن مهمة كما كانت في الجمهورية بعد ضم مصر من قبل أغسطس. ممر من بليني أيضًا يغطي مواقع تصدير الحبوب إلى روما من بلاد الغال، وشيرسونيز، وقبرص وأسبانيا. هذه ليست المقاطعات الوحيدة التي تشحن الحبوب ولكنها ربما كانت تعتمد على أكثرها. ومؤخرًا يقدر ديفيد ماتينجلي وغريغوري الديريت  كمية الحبوب المستوردة عند 237000 طن متري = 525 مليون جنيه لمليون نسمة؛ ويعطون 2,326 سعرة حرارية يوميًا للشخص الواحد دون غيرها من الأطعمة مثل اللحوم والمأكولات البحرية والفواكه والبقول والخضروات ومنتجات الألبان.

## السياسة وإمدادات الحبوب
طوال فترة الجمهوريين، كانت رعاية إمدادات الحبوب (كورا أنوناي) جزءًا من واجبات Aediles. تم تجسيد آنونا كآلهه، وتم توزيع بذور الحبوب من معبد سيريس. في وقت مبكر من عام 440 قبل الميلاد ، عين مجلس الشيوخ الروماني ضابطًا خاصًا يدعى بريفكتيوس آنانا مع منحه سلطات ممتدة بشكل كبير. كان آنونا في حالات الطوارئ مصدرًا لإلهام والتأثير والقوة لبومبي (قائد عسكري وسياسي روماني) في حياته المهنية في وقت لاحق. وبموجب هذا المبدأ، أصبح منصب بريفكتيوس أنوناي دائمًا، في حين تم زيادة الأمتيازات الخاصة به، بما في ذلك منح المواطنة والإعفاء من بعض الواجبات إلى مالكي السفن الذين وقعوا عقودًا لنقل الحبوب إلى المدينة.
تم الحصول على جزء كبير من إمدادات المدينة من خلال السوق الحرة. كانت الأسعار في المدينة عالية ولا تتغير، وبإمكان التجارالإعتماد على تحقيق الربح. كما تم جمع الحبوب كضريبة عينية من محافظات معينة  وتم توزيع بعض من هذا على المسؤولين والجنود، وكان البعض يباع بأسعار السوق.
كانت إمدادات الحبوب قضية مهمة بالنسبة إلى غراكي، حيث قال الأخ الأكبر تيبريوس غراتشوس إن توطيد الأراضي الزراعية الرومانية في أيدي قلة دفعت الرومان الذين لا يملكون أرضًا الأنتقال إلى المدينة، حيث وجدوا الفقر بدلًا من العمل. بموجب قانون الحبوب من جايوس جراتشوز في 123 قبل الميلاد، تم بيع جزء من الحبوب التي جُمعت كإيرادات للدولة بمعدل مدعوم للمواطنين. إمدادات الحبوب كانت حجر أساس ثابت في المنصة الشعبية للزعماء السياسيين الذين ناشدوا الفلاسفة. لكن عدم شعبية هذه القوانين أدت إلى قوانين أكثر محافظة تحاول كبح جماح إصلاحات غراتشي مثل قانون اوكتافيا وليكس تيريشيا كاسيا.
أصبح سعر الحبوب قضية رئيسية وعندما ثارت مقاطعة صقلية الرومانية مرارًا وتكرارًا، مما أدى إلى رفع السعر إلى مستويات لا يُمكن تحملها. أصبح خفض أسعارالحبوب جزءًا هامًا من المنبر السياسي لحزب «ساتورنينوس» الراديكالي، الذي حصل على إدراة المنبر العامي ثلاث مرات بشكل غير عادي.
المسؤول الرسمي عن توفير الغذاء هو أمين المتحف. خلال فترة الإمبراطورية، أصبح هذا المنصب موقعًا بيروقراطيًا مهمًا يجب أن تملؤه النخبة السناتورية قبل الوصول إلى منصب نائب القسيس. آخر مسؤول معروف لعقد هذا المنصب كان Titus Flavius PostumiusQuietus، ربما في أوائل 270ميلاديًا.
وقد استخدم جميع الأباطرة في وقت لاحق حبوبًا مجانية أو مدعومة بشكل كبير للحفاظ على تغذية السكان. أدى الاستخدام السياسي لتوريد الحبوب إلى جانب ألعاب المصارعة وغيرها من وسائل الترفيه إلى قول «الخبز والسيرك» من إحدى هجاءات جوفينال المريرة (60-140 م) كما لو أن سكان المدينة لم يفعلوا شيئًا سوى الأقتتاء على الحبوب المجانية والأنتقال إلى الترفيه (تُقام سباقات السيرك بمتوسط 17 يومًا في السنة وتُقام عروض المصاعة من 5إلى 7 أيام في السنة. أصبحت آلية آنونا المدنية أكثر تعقيدًا بمرور الوقت. في عهد سيبتيموس سيفيروس، أُضيف زيت الزيتون إلى التوزيع. في عهد أوريليان، جرت عملية إعادة تنظيم كبرى للعلامة. يبدو أنه توقف عن توزيع الحبوب الحرة. بدلًا من ذلك، أصدر الخبز مجانًا، وأضاف الملح ولحم الخنزير والخمر إلى الإعانة، التي قُدمت مجانًا أو بتكلفة مخفضة. أستمرت هذه التدابير من قبل الأباطرة المتعاقبة.
مع انخفاض قيمة العملة في القرن الثالث، تم دفع رواتب الجيش من الإمدادات، وكذلك نقديًا في وقت لاحق من القرن الثالث، من خلال إدارة جماعية لجمع وإعادة التوزيع. وظل دور الدولة في توزيع الآنونا سمة أساسية من سمات وحدتها وقوتها: كان وقف هذه الوظيفة في القرن الخامس عاملاً رئيسياً أدى إلى التفتت الأقتصادي، وأيضًا كما لاحظ أفيريل كاميرون نهاية طلب الحبوب لمدينة روما.